# Ford Falcon (América do Norte)
O Ford Falcon é uma linha de modelos de automóveis produzidos pela Ford de 1960 a 1970.
Em contraste com seus concorrentes, o Falcon foi desenvolvido como uma versão reduzida do sedã Ford Galaxie. Ao longo de sua produção, o Falcon foi oferecido nos mesmos estilos de carroceria de sua contraparte Galaxie, incluindo sedãs de duas e quatro portas, cupês e conversíveis de duas portas, peruas de duas e quatro portas e picapes (servindo de base para a Ford Ranchero). Durante sua produção, o Falcon serviu de base para várias linhas de veículos da Ford, incluindo a 1ª geração do Ford Mustang e das vans Ford Econoline/Ford Club Wagon.
Durante a década de 1960, a Ford produziu três gerações do Falcon, todas derivadas da mesma arquitetura de plataforma. Para o ano-modelo de 1970, o Falcon foi substituído pelo Ford Maverick, até a introdução do Ford Granada em 1975, o chassi do Ford Falcon de 1960 foi usado durante o ano modelo de 1980 na América do Norte e até 1991 na Argentina. Após sua descontinuação inicial em 1970, a Ford comercializou um segundo Falcon "1970½", servindo como sua série intermediária de preço mais baixo, abaixo do Ford Fairlane e do Ford Torino.
De 1959 a 1969, o Falcon foi fabricado pela Ford em várias instalações na América do Norte.

## Gerações

### Primeira geração (1960-1963)
Carrocerias:

Sedã 4 portas
Sedã 2 portas
Perua 5 portas
Perua 3 portas
Cupê 2 portas
Conversível 2 portas
Picape leve 2 portas
Furgão 2 portas 

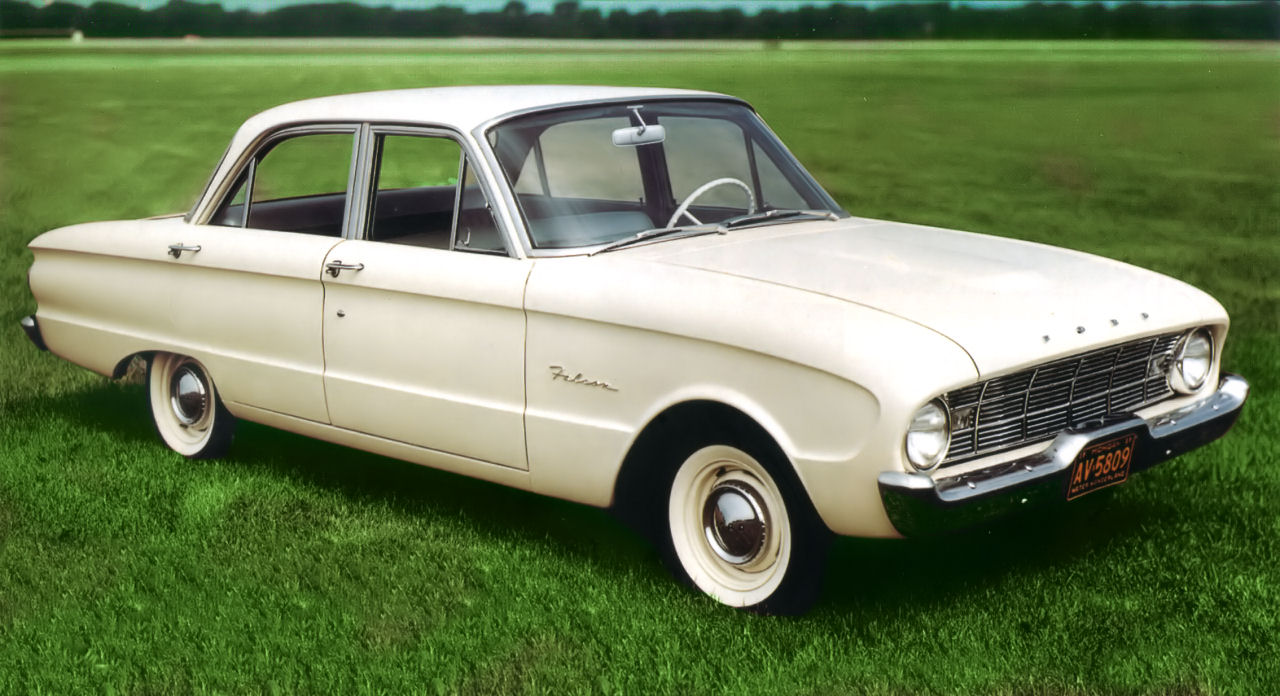
Ford Falcon sedã 4 portas 1960
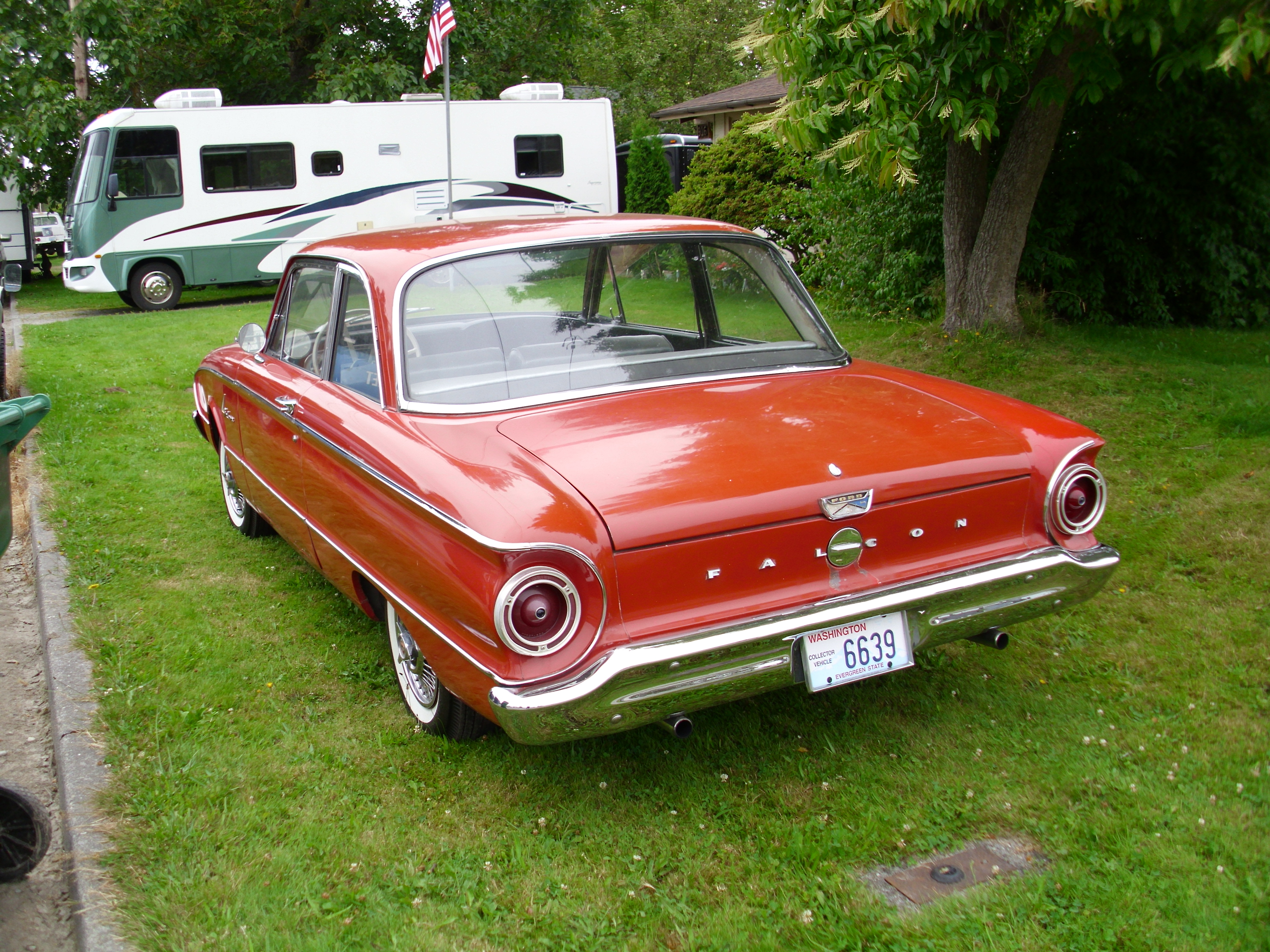
Ford Falcon sedã 2 portas 1961
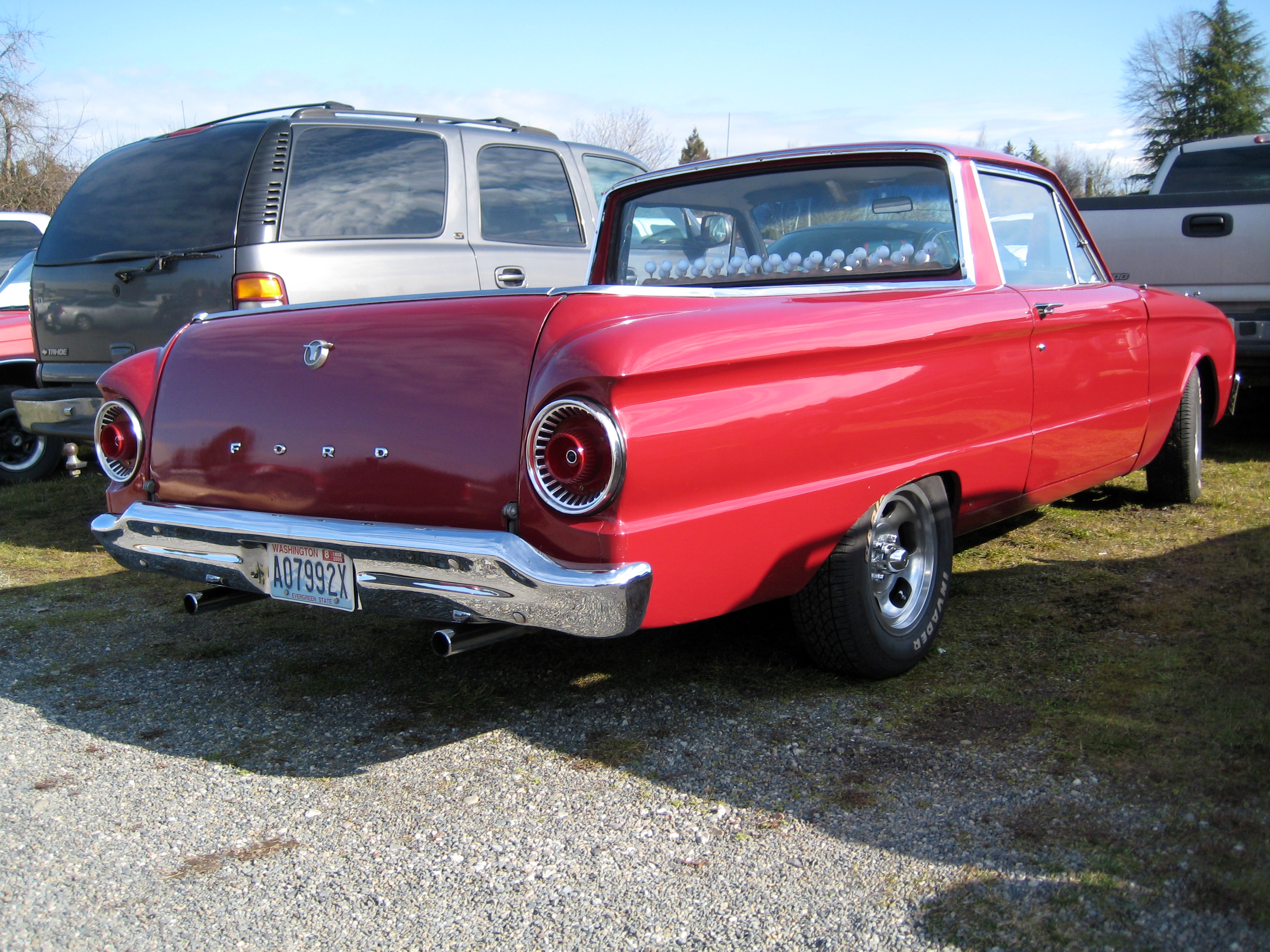
Ford Falcon Ranchero 1962
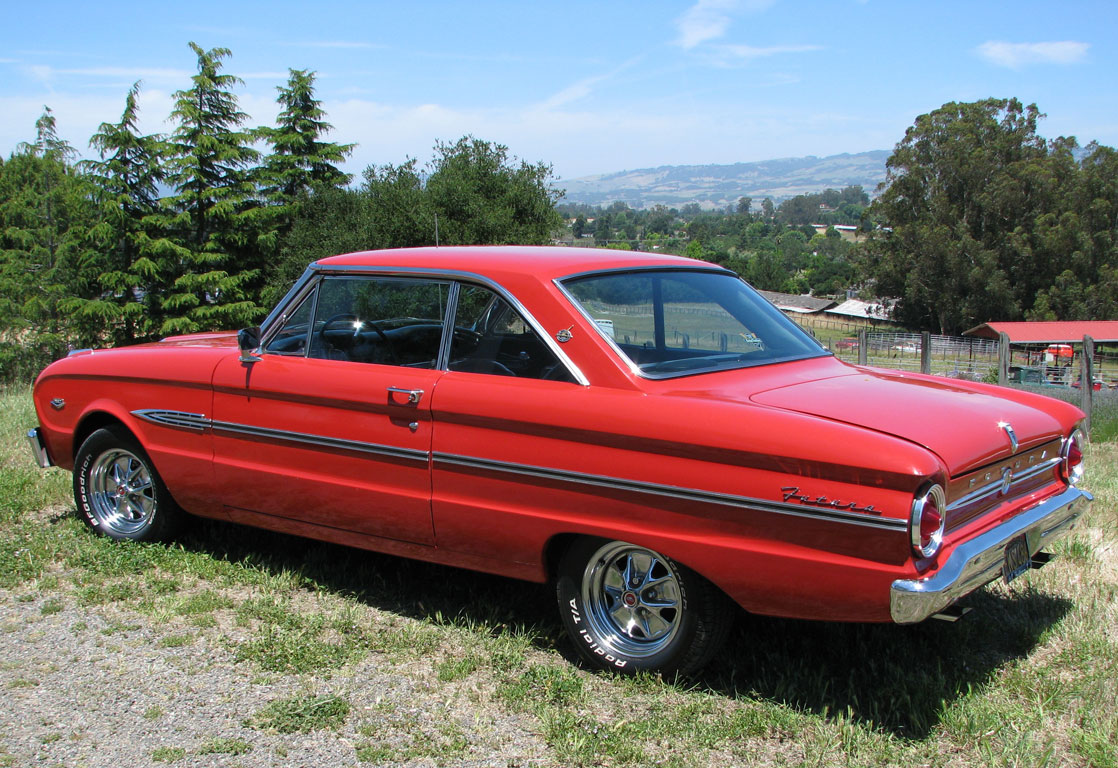
Ford Falcon Futura cupê 2 portas 1963

### Segunda  geração (1964-1965)
Carrocerias:

Sedã 4 portas
Sedã 2 portas
Perua 5 portas
Perua 3 portas
Cupê 2 portas
Conversível 2 portas
Picape leve 2 portas
Furgão 2 portas 

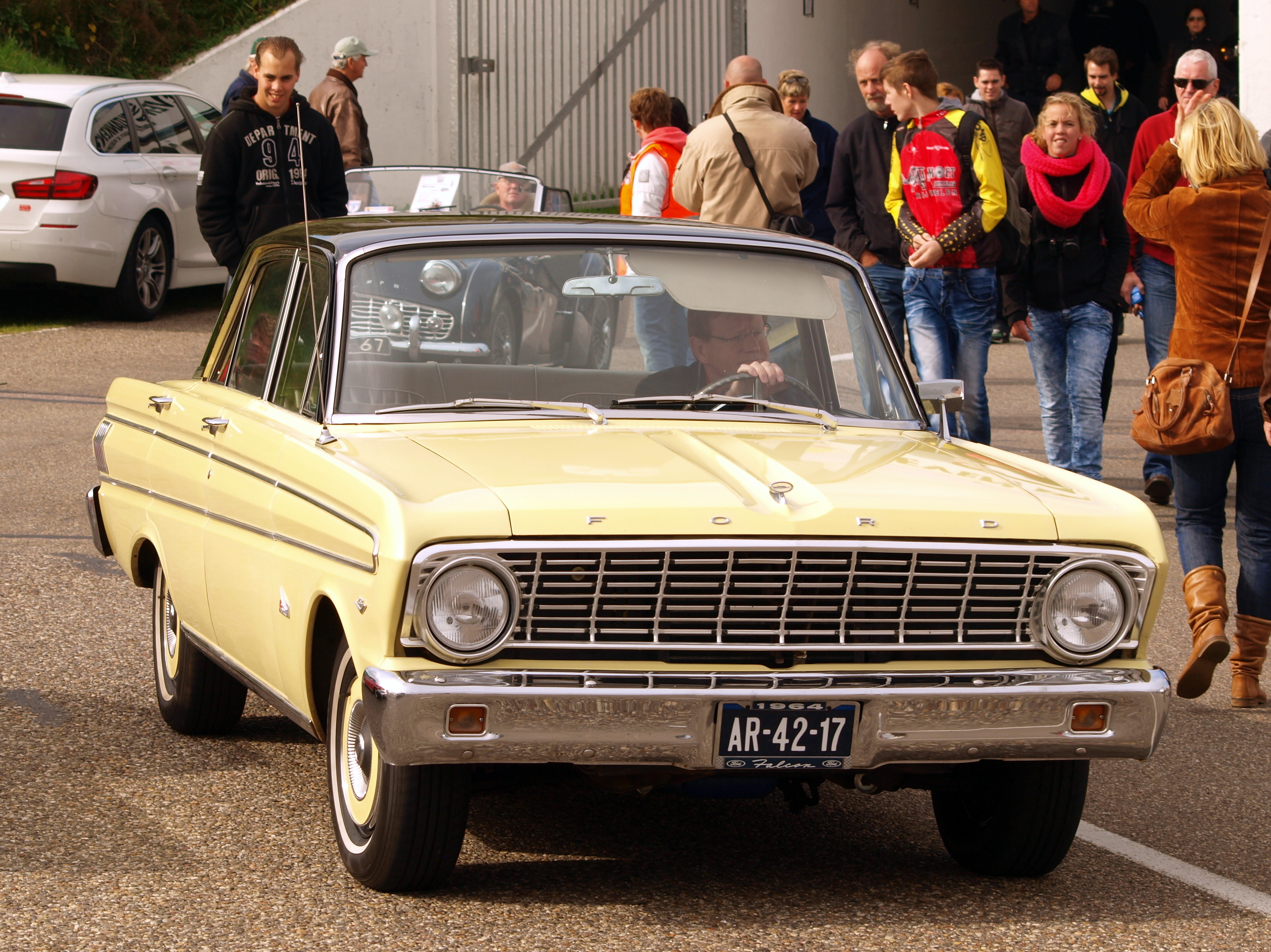
1964 Ford Falcon sedã 4 portas
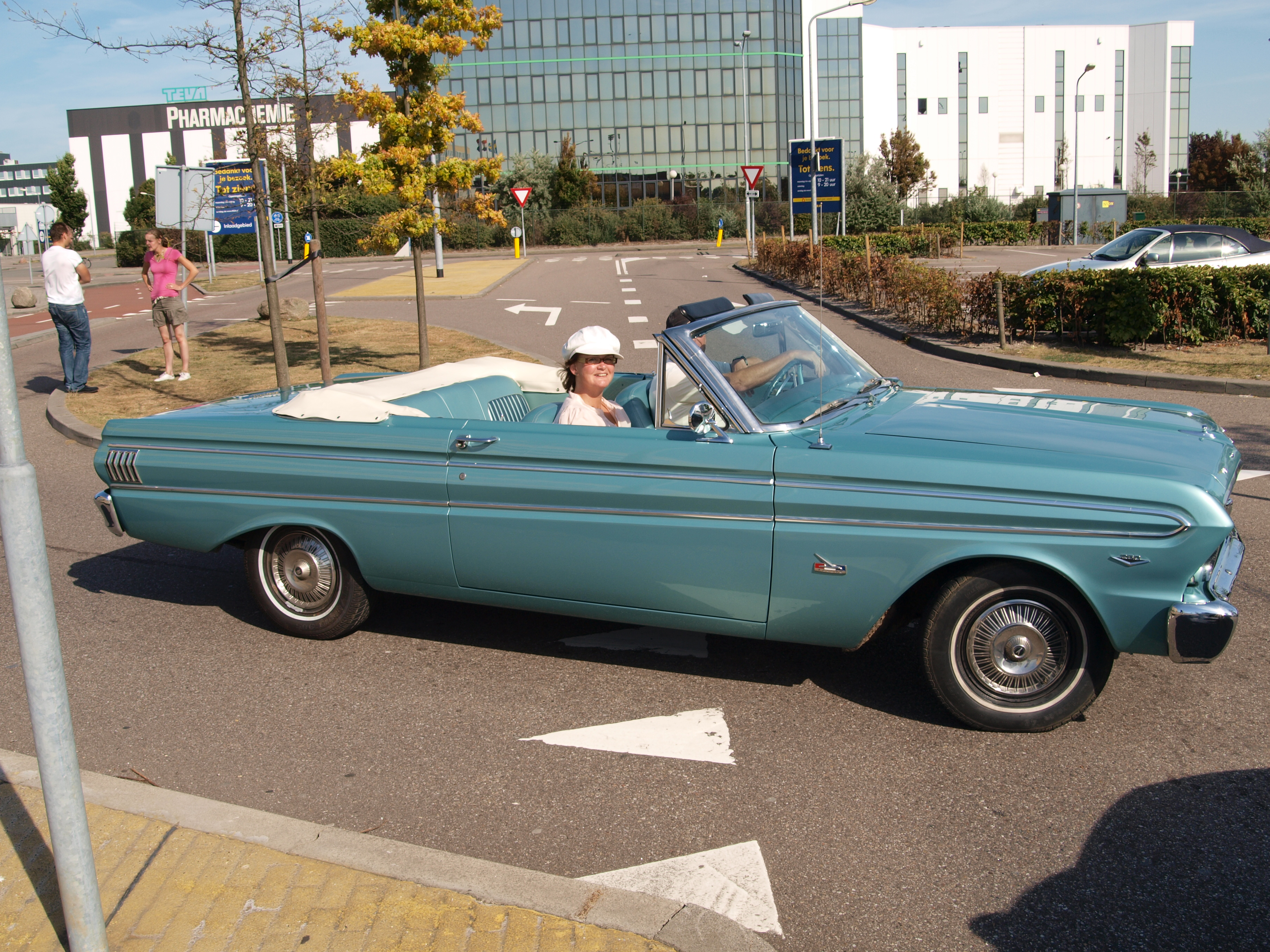
Ford Falcon Futura conversível 2 portas 1965
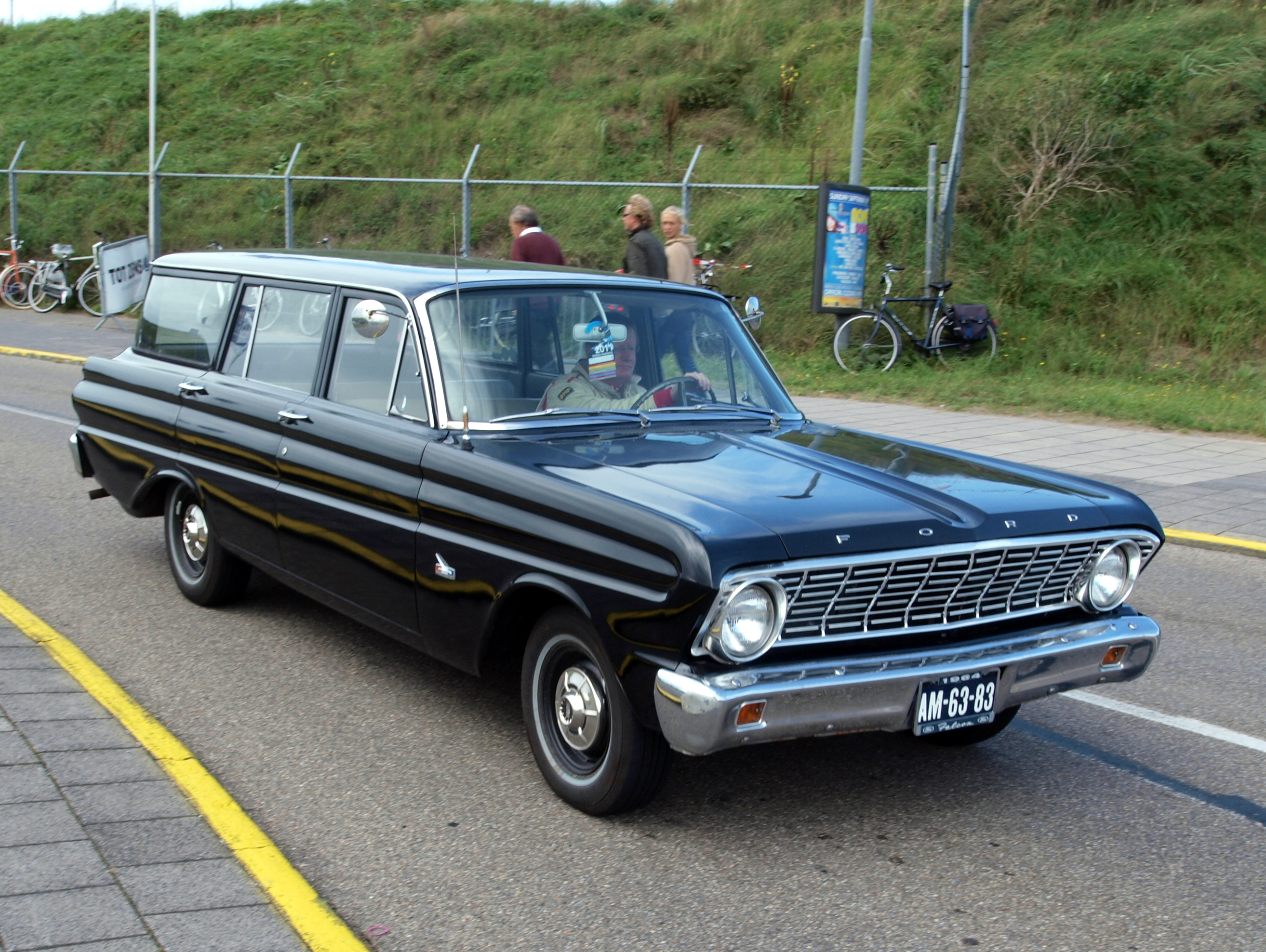
Ford Falcon perua 5 portas 1965
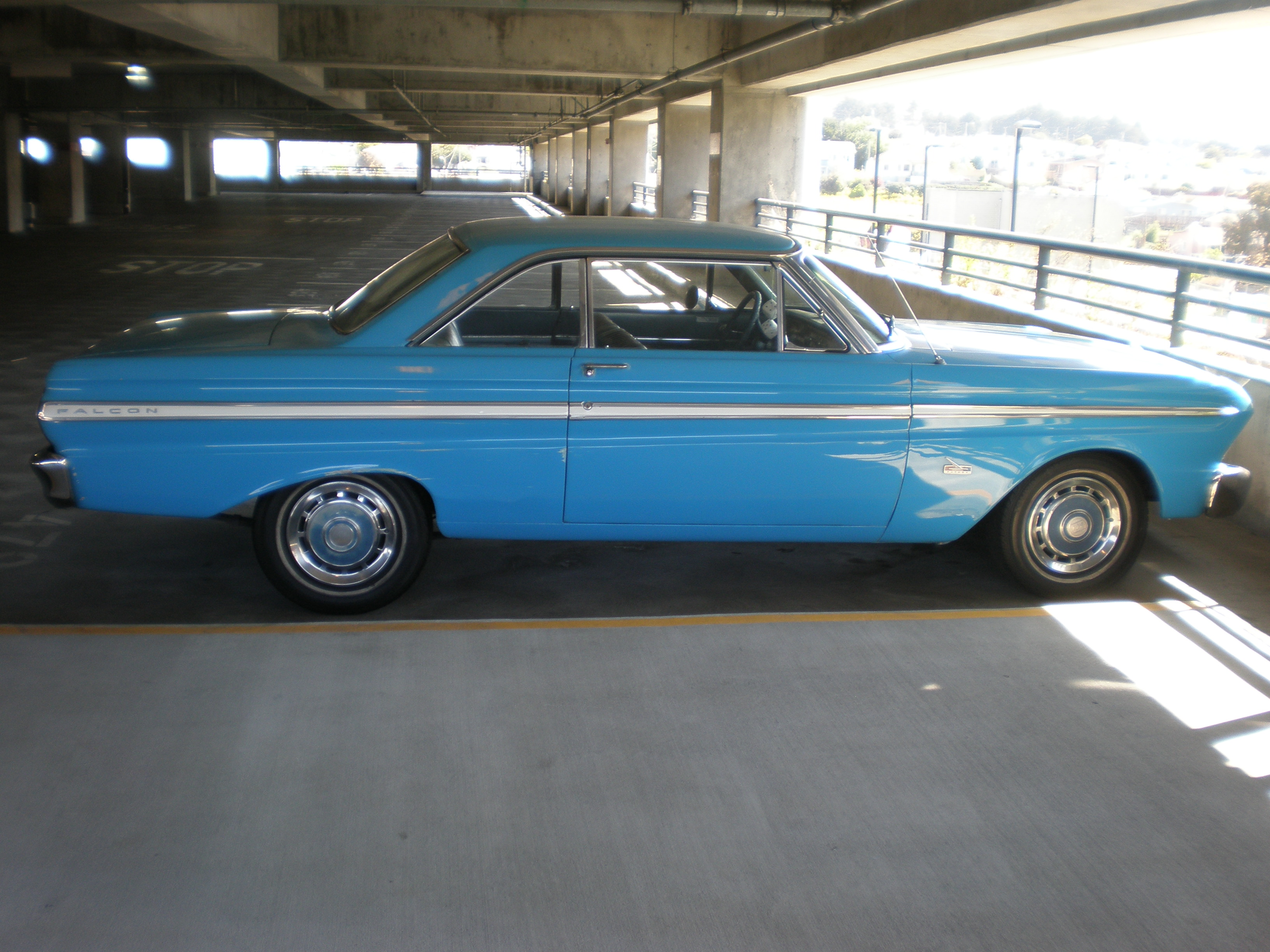
Ford Falcon Futura cupê 2 portas

### Terceira geração (1966-1970)
Carrocerias:

Sedã 4 portas
Cupê 2 portas
Perua 5 portas

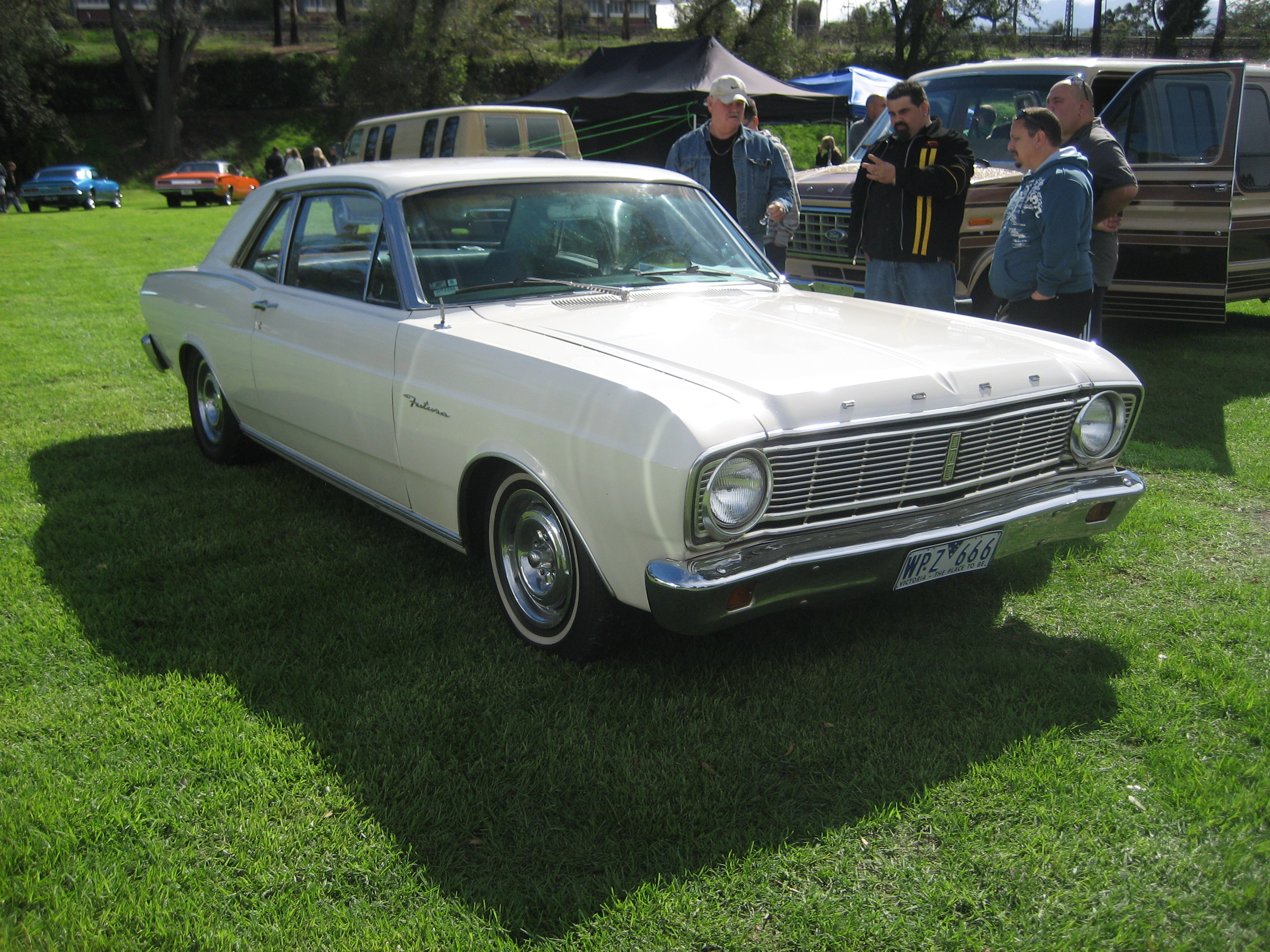
Ford Falcon cupê 2 portas 1966
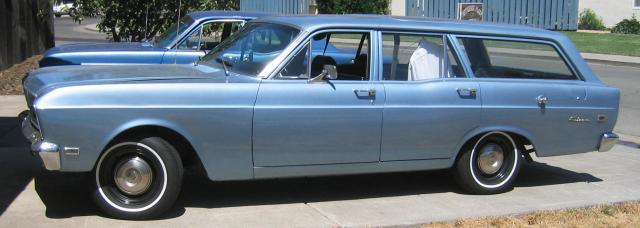
Ford Falcon perua 5 portas 1969
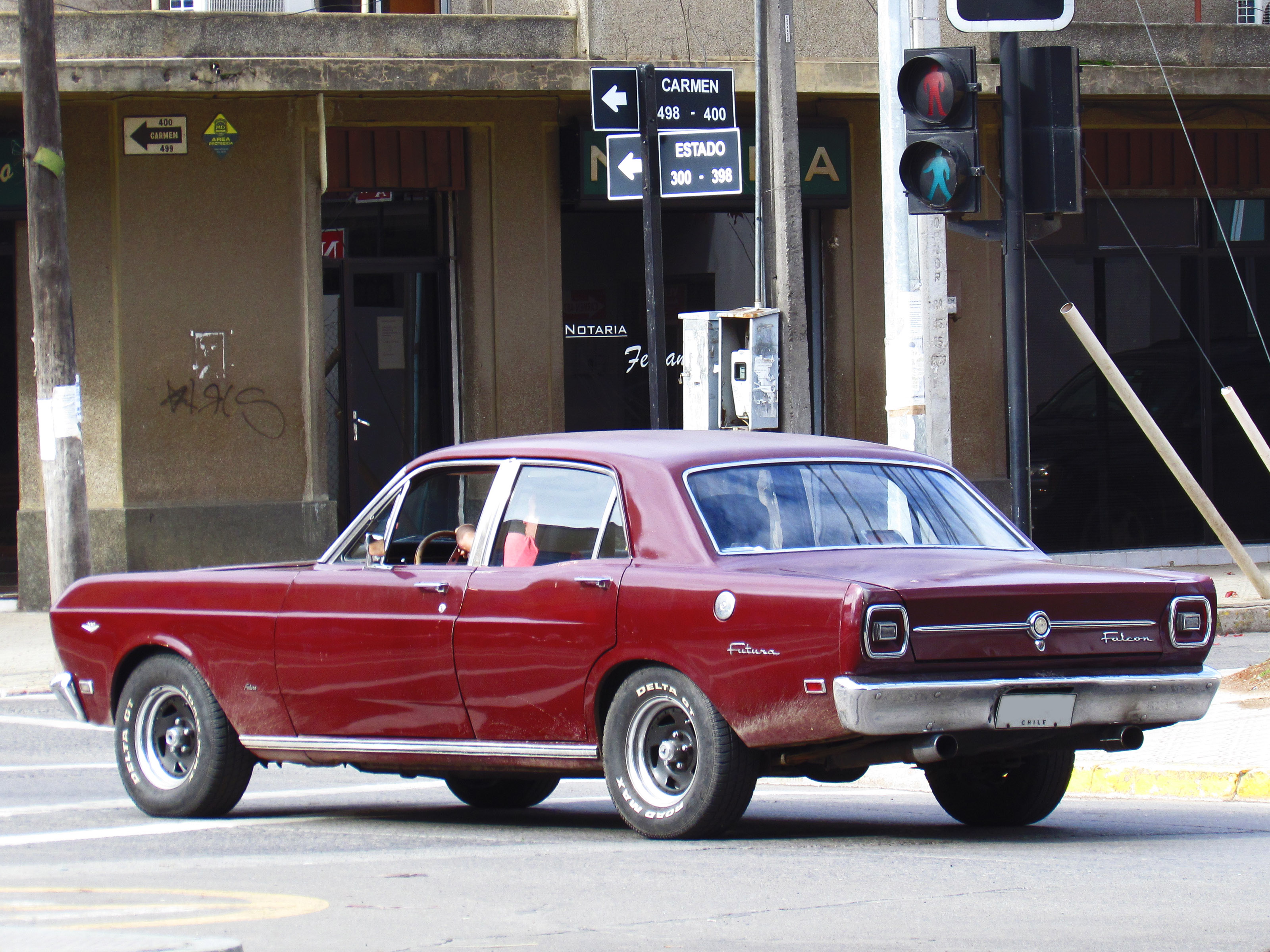
Ford Falcon sedã 4 portas 1970